# Węgiersko-Polski Komitet Opieki nad Uchodźcami

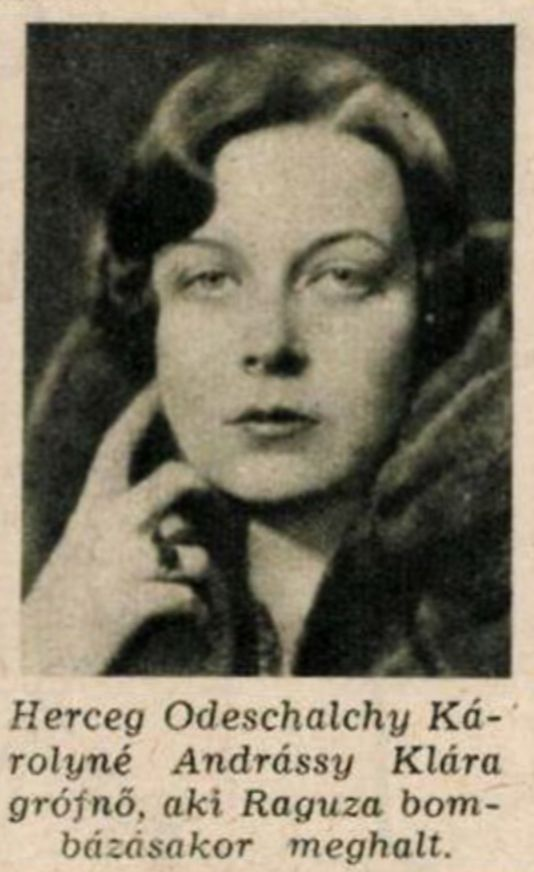
Klára Andrássy (1941)

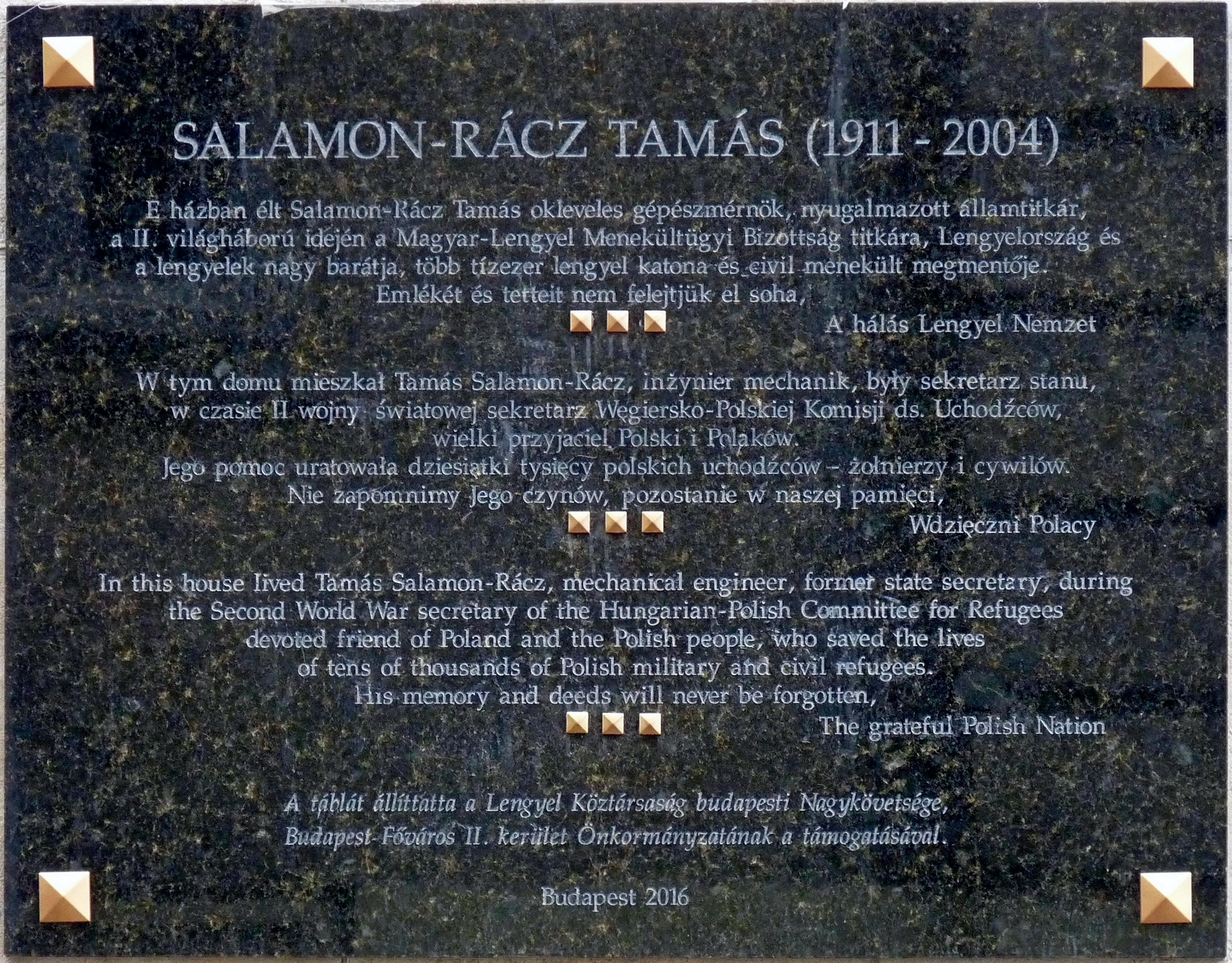
Tablica upamiętniająca miejsce zamieszkania w Budapeszcie Tamása Salamon-Rácza

Węgiersko-Polski Komitet Opieki nad Uchodźcami (WPKOnU; węg. Magyar-Lengyel Menekültügyi Bizottság) – założone przez Węgrów stowarzyszenie, którego celem było niesienie pomocy polskim uchodźcom na Węgrzech, działające w latach 1939–1944. Uznawana za najważniejszą wówczas tego typu organizację.

## Opis
Bezpośrednio po przegranej wojnie we wrześniu 1939, na Węgry przybyło ok. 50 tys. Polaków, w tym 40 tys. wojskowych. Przy kierowanym przez Karola Széchenyiego Towarzystwie Polsko-Węgierskim w Budapeszcie uformował się wówczas Węgiersko-Polski Komitet Uchodźczy. Już w pierwszych dniach wzdłuż dróg, które przemierzali uchodźcy, utworzono stacje opiekuńcze i odżywcze. W grudniu 1939 przekształcił się on w Węgiersko-Polski Komitet Opieki nad Uchodźcami. Jego przewodniczącą została hrabina Károlyi, a jej zastępczynią hrabina Klára Andrássy (niekiedy występująca jako Odescalchi Károlyné). W grudniu 1939 miejsce Andrássy jako współprzewodnicząca zajęła Erzsébet Szapáry. Objęcie głównych stanowisk przez kobiety zapewniało komitetowi większe bezpieczeństwo, gdyż Niemcy mieli być wobec nich mniej podejrzliwi, łagodniejsi i bardziej wstrzemięźliwi. Siedziba WPKOnU mieściła się w Budapeszcie pod adresem Fő utca 11 (według innego źródła na placu Kalvina 3).
Komitet tworzyły głównie kobiety pochodzące z miejscowych elit (w których popularne były tradycje przyjaźni polsko-węgierskiej). Część z nich miało polskie lub żydowskie korzenie. Arystokratyczne pochodzenie działaczek dawało im szerokie możliwości zbierania datków, a także wykorzystywania znajomości z miejscowymi decydentami (przykładowo, Erzsébet Szapáry, współprzewodnicząca komitetu, była spokrewniona z regentem Miklósem Horthym). Pozwalało to, przy cichym wsparciu premiera Pála Telekiego, funkcjonować mimo braku statutu i urzędowych pozwoleń. Niemniej kontrolę nad komitetem sprawował Departament Społeczny Ministerstwa Spraw Wewnętrznych.
Szereg węgierskich instytucji państwowych przekazywał komitetowi znaczne wsparcie. Zbiórki datków i materiałów organizowano również wśród węgierskiego społeczeństwa. W początkowym okresie istnienia komitetu zebrano 4 tys. sienników i 27 tys. śpiworów. Komitet współpracował także z działającymi na Węgrzech innymi organizacjami, które pomagały polskim uchodźcom: Związkiem Legionistów Polskich, Węgierskim Towarzystwem im. Adama Mickiewicza, Węgiersko-Polskim Związkiem Studentów czy przede wszystkim kierowanym przez Henryka Sławika Komitetem Obywatelskim do Spraw Opieki nad Polskimi Uchodźcami na Węgrzech. Za pośrednictwem Komitetu istotne wsparcie materiałowe przekazywał Węgierski Czerwony Krzyż: odzież, łóżka, pościel, leki, środki pieniężne. Od października 1940 pomoc polskim uchodźcom była wspierana także przez władze RP.
Pomoc komitetu obejmowała uchodźców cywilnych, zwłaszcza kobiety i dzieci, którym zapewniono dach nad głową, odzież i wyżywienie. Członkinie komitetu zajmowały się również wydawaniem kart rejestracyjnych oraz legitymacji, które zastępowały dowody osobiste, wypłatą zasiłków, wysyłką paczek żywnościowych dla rodzin w Polsce, reagowaniem na bieżące problemy w 47 obozach uchodźców (m.in. w Balatonboglár oraz Szentendre), a także kolportaż polskiej prasy. Dzięki posiadanym koneksjom działaczkom komitetu udało się zakwaterować polskie elity urzędnicze w najlepszych budapeszteńskich hotelach i pensjonatach, np. Metropol, Imperial, Grand. Znajomości wykorzystywały także do zwalniania Polaków z aresztów oraz ewakuacji internowanych polskich żołnierzy. W tym celu komitet m.in. wystawiał żołnierzom fałszywe legitymacje, dzięki którym mogli przenieść się do obozów cywilnych, z których łatwiej było uciec.
Sekretarz generalny komitetu Tamás Salamon-Rácz porzucił studia inżynierskie na rzecz pomocy Polakom. Działał nie tylko w ramach komitetu – we współpracy z Józsefem Antallem organizował przerzuty polskich żołnierzy przez granicę z Jugosławią. Pod naciskiem Niemców Salamona-Ráczę aresztowano i skazano na półtora roku więzienia w 1941. W 2015 został on pośmiertnie odznaczony Krzyżem Komandorskim Orderu Zasługi Rzeczypospolitej Polskiej.
Komitet zlikwidowano 19 marca 1944, kiedy Węgry zostały zajęte przez III Rzeszę. Tego dnia około godziny 9:30 do budapeszteńskiej siedziby komitetu wkroczyło Gestapo. Przez 14 dni okupacji budynku przez Niemców brutalnie traktowano wszystkie osoby, które się tam zjawiły. Węgrów z reguły jedynie aresztowano (część w miarę szybko zwalniając), a Polaków mordowano. Wyposażenie biura zagrabiono.

## Upamiętnienia
W 2014 Tamás Salamon-Rácz został pośmiertnie odznaczony Krzyżem Komandorskim Orderu Zasługi Rzeczypospolitej Polskiej.
W uznaniu zasług za pomoc niesioną Polakom w 2021 Prezydent RP wyróżnił Medalem Virtus et Fraternitas działaczy komitetu: Józsefné Margit Károlyi, Edith Weiss, Erzsébet Szapáry i Antala Szapáry. Uroczyste wręczenie odznaczenia odbyło się w 2022. W 2022 odznaczenie osobno otrzymała Ilona Andrássy.
Erzsébet Szapáry, za zaangażowanie w ratowanie Żydów, w 1998 została uznana za Sprawiedliwą wśród Narodów Świata.